# A Toys Orchestra
...A Toys Orchestra es un grupo de música pop rock italiano formado durante el verano de 1998 en Agropoli, Campania.  

## Estilo
Su ambiente se mueve entre un pop rock intimista de escuela británica y un ámbito psicodélico unido a melodías fuertes y melancólicas y con letras oníricas y surreales.

## Biografía
El primer núcleo de los …A Toys Orchestra nace durante el verano de 1998 en Agropoli, ciudad de la provincia de Salerno, a partir de las cenizas del grupo punk rock Mesulid. Los integrantes son Enzo Moretto, Ilaria D'Angelis, Raffaele Benevento y Fabrizio Verta. Tras su participación en el quinto volumen del recopilatorio "Soniche Avventure" y la victoria en el concurso Gruppo Soniche del 2000 patrocinado por Sony/Fridge y Radio Rock FM, en junio de 2001 publican su primer álbum, Job. El trabajo obtiene excelentes críticas de parte de la crítica, catapultándolos al grupo de promesas del rock indie italiano.
Con la llegada de Fausto Ferrara, el grupo deja de lado el indie rock más tradicional para adoptar nuevas influencias más electrónicas gracias al uso del sampler y de la caja de ritmos. El 10 de agosto de 2003 ganan el festival MusicalBox - notturno musicale de Urbino. En octubre, el grupo participa en el homenaje italiano a Los Beatles, iniciativa de la web Musicboom.it, con una versión indie de "I Am the Walrus". 
En otoño de 2003, el grupo deja la discográfica Fridge para pasar a Urtovox Records, empezando a trabajar en su nuevo álbum, que se graba y se mezcla en el estudio Alpha Departement Groove de Bolonia. El disco, Cuckoo Boohoo, se publica en octubre de 2004 y obtiene excelentes críticas. Fabio Luongo dirige el videoclip de uno de los temas, "Peter Pan Syndrome". El vídeo se emite en las cadenas MTV, All music, Rock TV, RaiSat Extra y Match Music, y además es seleccionado por el jurado del prestigioso Premio Fandango, en el que consigue dos galardones: Mejor videoclip original (premio especial Musica! de la Repubblica) y Mejor fotografía (premio Fandango: Video Clipped the radio star). Además, el videoclip se coloca en el top 10 de 2004 en la clasificación de Musica! de la Repubblica, gana el premio MEI video del verano de 2005, elegido en el prestigioso Capalbio Film Festival, y es seleccionado en la muestra internacional de cortos de Montecatini y en la selección de cortos O'Curt que lleva a cabo la mediateca S.Sofia de Nápoles.
A principios de 2005 el batería Fabrizio Verta abandona el grupo dejando su puesto al jovencísimo Andrea Perillo. Ese mismo año, el grupo consigue incluir una de sus canciones, "Cammeo", en el corto Minute Stanze, de Graziano Staino, creado gracias a la colaboración con otros músicos de la escena italiana (Afterhours, Marco Castoldi, Paolo Benvegnù, Marco Parente o Cristina Donà). Entre 2005 y 2006 llevan a cabo una intensa gira con más de 160 actuaciones.
El 19 de marzo de 2007 se pone a la venta un nuevo trabajo, Technicolor Dreams, que cuenta con la colaboración de Dustin O'Halloran, del grupo estadounidense Devics, como productor artístico. El primer sencillo es "Powder on the words", con un videoclip dirigido de nuevo por Fabio Luongo. Digna de mención la colaboración con la agencia Mind Your Music de Santa Mónica, que consigue incluir tres canciones del álbum ("Cornice Dance", "Amnesy International" y "Technicolor Dream") en la banda sonora de la película The Beautiful Ordinary, de Jess Manafort, estrenada en los cines americanos en septiembre de 2007. 
El 19 de octubre de 2007, la banda recibe la prestigiosa invitación para participar al mayor evento en vivo organizado por Rai Radio 1, que junto a la emisión del sencillo "Powder on the words" en las emisoras Rai, anticipa la distribución y la promoción europea e inglesa del álbum, acogido con entusiasmo por la prensa extranjera. Dos canciones de Technicolor Dreams fueron seleccionadas con pocas semanas de diferencia como canciones de la semana en la BBC Radio 2 del Reino Unido.
Entre 2007 y 2008 realizaron muchos bolos, más de 150, y que concluyeron con una gira europea de 15 conciertos. No fue casualidad, por tanto, que el grupo Afterhours pidiera a la banda que participara en el proyecto recopilatorio Il paese reale con la canción inédita "What You Said", que lleva de nuevo al grupo a los estudios Rai de Via Asiago para hacer un concierto junto a los Afterhours, Beatrice Antolini y otros músicos como Paolo Benvegnù o Roberto Angelini.
Dos de sus canciones se utilizaron en la serie de televisión I liceali, producida y emitida en RTI - Canale 5 durante noviembre de 2009. Una tercera canción, "Invisibile", se utilizó en la ópera prima de Edoardo Leo, 18 anni dopo.
El tercer álbum de los …A Toys Orchestra, titulado Midnight Talks, se pone a la venta el 2 de abril de 2010 en el sello Urtovox. 
El 24 de mayo de 2011 se pone a la venta el EP Rita Lin Songs, que contiene, entre otras, "The Chauffer" (versión de Duran Duran) y la versión en italiano de "Celentano". El disco se ofreció como descarga gratuita durante los seis días antes de la puesta en venta oficial.
En julio de 2011 anuncian que la canción "Powder on the words" formará parte de la banda sonora de la película Il giorno in più, dirigida por Massimo Venier y basada en el libro homónimo de Fabio Volo.
A finales de 2011 se pone a la venta su álbum Midnight (R)Evolution, cuarto álbum de estudio del grupo. El trabajo se publica junto a un DVD que contiene un documental titulado Midnight Stories y que recoge la historia del grupo desde sus inicios con material audiovisual. Un adelanto del documental se presentó en la web de la revista Indie-Eye.
Enzo Moretto tiene la frase La speranza è una trappola (la esperanza es una trampa) escrita en su guitarra. La frase, pronunciada por Indro Montanelli, es un mensaje para los jóvenes, tienen que reaccionar y actuar en lugar de esperar.
Desde el 21 de marzo de 2012 son la banda residente del programa Volo in diretta, presentado por Fabio Volo en Rai Tre.

## Premios
El 23 de noviembre de 2007, el PIMI (Premio italiano de música independiente) y la SIAE (Sociedad italiana de autores y editores) concedieron a "Technicolor Dreams" el premio de la crítica en la categoría de "Mejor Disco del Año" durante el MEI, el encuentro de discográficas independientes, que se celebra en Faenza. 
En 2010 consiguieron de nuevo el PIMI (Premio italiano de música independiente), aunque en la categoría de "Mejor grupo", quedando también entre los tres finalistas en las categorías de "Mejor disco" y "Mejor gira". El premio se entrega el 26 de noviembre de 2010 en el teatro Masini de Faenza durante la jornada inaugural del MEI 2010 y representa un prestigioso reconocimiento tras la publicación de su disco "Midnight Talks" (Urtovoz, abril de 2010).
En septiembre de 2010, los …A Toys Orchestra ganaron el premio "KeepOn 100% live" en la categoría de "Mejor actuación en vivo del año".

## Componentes del grupo

### Miembros actuales
- Enzo Moretto - voz, guitarra, teclado, sintetizador (1998-presente)
- Ilaria D'Angelis -  voz, bajo, sintetizador, teclado, guitarra (1998-presente)
- Raffaele Benevente - bajo, guitarra, voz (1998-presente)
- Andrea Perillo - batería (2005-presente)

### Exmiembros
- Fabrizio Verta - batería (1998-2005)
- Fausto Ferrara - sintetizador, piano, acordeón (2002-2009)

### Componentes en directos
- Paolo Iocca - guitarra, piano, pandereta
- Beatrice Antolini - percusiones, saxo, sintetizador

## Discografía

### Álbumes
- Job, Fridge - Venus (2001)
- Cuckoo Boohoo, Urtovox - Audioglobe (2004)
- Technicolor Dreams, Urtovox - Audioglobe (2007)
- Midnight Talks, Urtovox (2010)
- Rita-lin Songs, Urtovox - Ala Bianca (2011)
- Midnight (R)Evolution, Urtovox - Ala Bianca (2011)

### Recopilatorios
- Soniche Avventure, AAVV (Fridge - Sony, 2000)
- Let It Boom, AAVV (Music Boom - Audioglobe, 2004)
- Songs for Another place, AAVV (Urtovox - Awful_Bliss - Audioglobe, 2006)
- Afterhours presentano: Il paese è reale (19 artisti per un paese migliore?) participan junto a Luca D'Alberto con la canción inédita What you said, AAVV (2009)